# Синагога в Брокен-Хилле
Синагога в Брокен-Хилле (англ. Broken Hill Synagogue) — австралийская синагога, расположенная в городе Брокен-Хилл в доме 165 на Вольфрам-стрит, ныне являющаяся музеем «Синагога пустоши» (англ. Synagogue of the Outback Museum). Здание принадлежит Историческому обществу Брокен-Хилла, со 2 апреля 1999 года числится в Реестре культурного наследия Нового Южного Уэльса. Является одной из трёх специально построенных в Новом Южном Уэльсе синагог.

## История
В 1880-е годы в Брокен-Хилле сформировалась еврейская община, а 17 мая 1891 года было освящено первое еврейское кладбище. Идея о строительстве синагоги появилась благодаря евреям-выходцам из Виленской и Ковенской губерний (с территории современной Литвы) и из малороссийских губерний (ныне Украина), которые стремились сохранить традиции и культуру евреев Российской империи XIX века. В 1900 году на встрече представителей еврейской общины было принято решение о строительстве синагоги в Брокен-Хилле, однако только спустя 7 лет евреи нашли средства для приобретения земли, где планировалось возвести синагогу. До завершения строительства богослужение проводилось в Масонском зале (англ. Masonic Hall). 30 ноября 1910 года был заложен первый камень в основание синагоги, а 26 февраля 1911 года состоялось её освящение. Свитки Торы в синагогу передали прихожане из Аделаиды. В октябре 1914 года удалось окончательно погасить кредит на её строительство.
В 1961 году, по данным переписи населения, в Брокен-Хилле проживало всего 15 евреев. Через год синагогу за ненадобностью закрыли, тем более что она была в аварийном состоянии, а свитки Торы были переданы иешиве в Мельбурне, пригороде Сент-Килда. После закрытия синагоги она долгое время служила частным домом, пока в 1990 году историческое общество Брокен-Хилла не выкупило здание и не провело восстановительные работы.
В настоящее время синагога является музеем, известным под названием «Синагога пустоши» и принадлежащим историческому обществу Брокен-Хилла. В 2017 году в здании музея появилась реплика свитка Торы; в том же году в результате шторма зданию был нанесён ущерб в размере 140 тысяч долларов США, однако правительство, несмотря на требования оппозиции, отказалось выделять средства из бюджета на ремонт.

## Память
Со 2 апреля 1999 года синагога в Брокен-Хилле числится под номером 675 в Реестре культурного наследия Нового Южного Уэльса.